# Nepaloserica rufobrunnea
Nepaloserica rufobrunnea är en skalbaggsart som beskrevs av Ahrens 1999. Nepaloserica rufobrunnea ingår i släktet Nepaloserica och familjen Melolonthidae. Inga underarter finns listade i Catalogue of Life.